# Regierungsbezirk Marienwerder

Indelningen av provinsen Västpreussen, 1910:
Regierungsbezirk Danzig
Regierungsbezirk Marienwerder

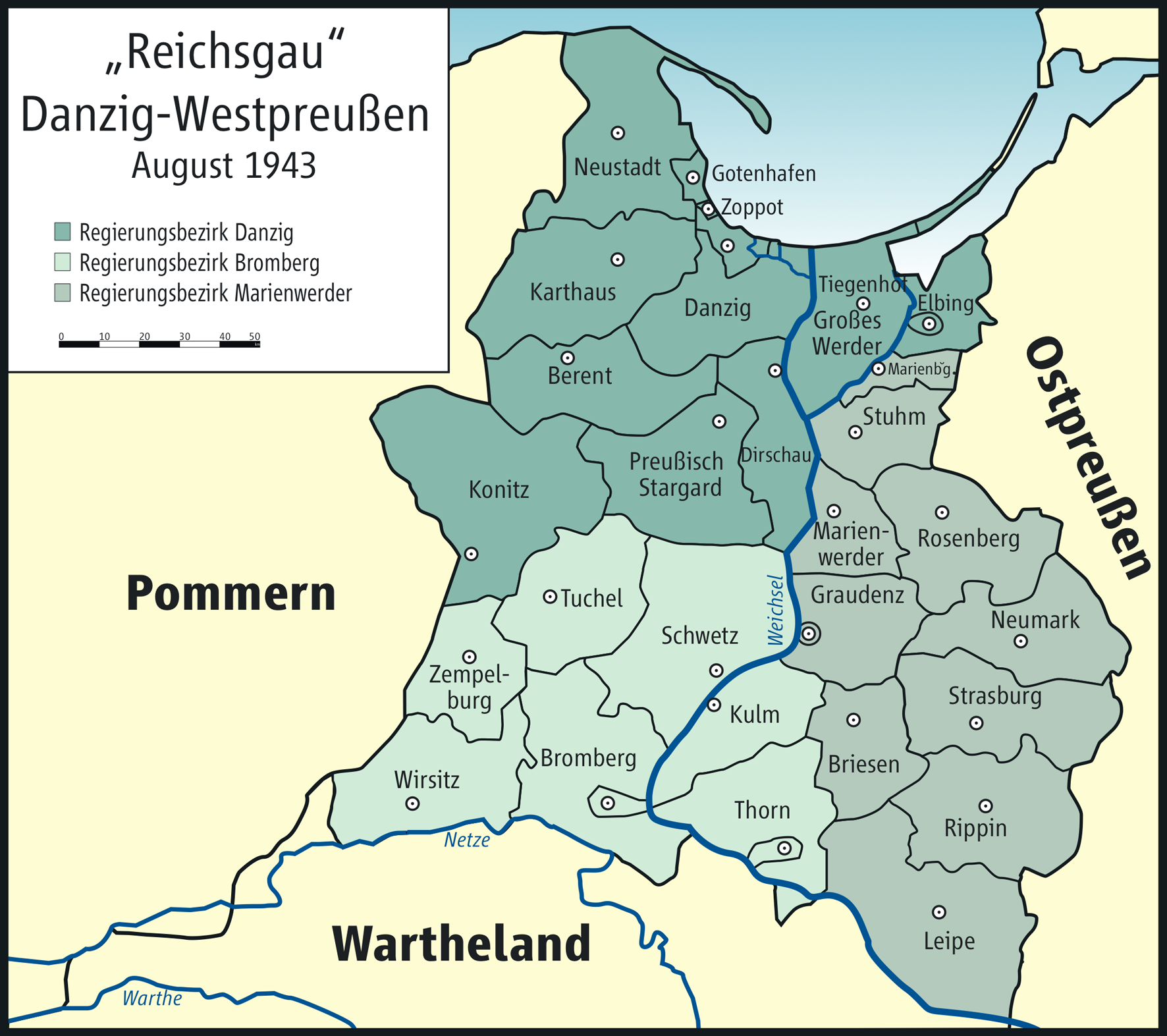
Regierungsbezirk Marienwerders läge i östra Reichsgau Danzig-Westpreussen.

Regierungsbezirk Marienwerder var ett regeringsområde i Preussen åren 1815–1919 och 1939–1945. Huvudort var Marienwerder, idag huvudsakligen känd under det polska namnet Kwidzyn. Regeringsområdet avvecklades i samband med att hela området blev del av Polen efter andra världskriget.

## Under kungariket Preussen
Under preussiskt styre omfattande regeringsområdet södra och större delen av provinsen Westpreussen och var indelat i 17 kretsar. 1910 hade det en yta på 17 592 km² och en befolkning på 960 855 invånare (1910), av vilka något mer än hälften katoliker.
Regeringsområde kom 1919 till Polen, där det ingick i vojvodskapet Pomorze, utom nordöstra delen, som  jämte återstoden av det forna Regierungsbezirk Danzig bildade ett nytt Regierungsbezirk Marienwerder (2 951 km², 257 560 invånare, 1919) i preussiska provinsen Ostpreussen.
Delar av kretsen Marienwerder var föremål för folkomröstningen i Westpreussen 11 juli 1920, som gav överväldigande majoritet för Tyskland. Dock tillerkändes flera byar vid Weichsel åt Polen. 

## Under Tredje riket
Efter mellan 1939 och 1945 en del av Reichsgau Danzig-Westpreussen. Regeringspresident var Otto von Keudell. Regierungsbezirk Marienwerder bestod av en Stadtkreis och tio Landkreise.

### Stadtkreise
1. Graudenz

### Landkreise
1. Briesen
2. Graudenz
3. Leipe
4. Marienburg
5. Marienwerder
6. Neumark
7. Rippin
8. Rosenberg
9. Strasburg
10. Stuhm